# Ганс Куят
Ганс Куят (нім. Hans Kujath, 9 квітня 1907, Оттобурґ, Задня Померанія, Німеччина, нині Безмостя, Західнопоморське воєводство, Польща — 22 жовтня 1963, Донауверт, Баварія, Німеччина) — німецький юрист та чиновник, нацист. 

Займав адміністративні посади в Генерал-губернаторстві. Був міським старостою (штадтгауптман) Радома, Львова (15.09.1941 — 05.02.1942), очільник Крайсгауптманшафту Чортків (окружний староста Чорткова, 20.04.1942-1944).
Брав участь у створенні ґетто у Львові та Радомі.